# Лепренс, Луи
Луи Эме Огюстен Лепренс (фр. Louis Aimé Augustin Le Prince; 28 августа 1841, Франция — исчез 16 сентября 1890) — изобретатель, создавший для записи движущегося изображения первую хронофотографическую камеру с одним объективом и гибким рулонным носителем. Устройства, созданные Лепренсом, считаются первыми в истории прототипами киносъёмочного аппарата, наиболее близкими ему по принципу действия.

## История изобретения

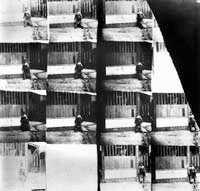
Хронофотографический снимок «Человек, поворачивающий за угол», 1887

Успехи Мейбриджа и Маре в области хронофотографии произвели огромное впечатление на Лепренса, решившего продолжить исследования в этой области. В начале 1886 года он собрал свой первый хронофотографический аппарат с 16 объективами, расположенными в 4 ряда. Аппарат сразу же был запатентован в Англии, Франции и США. Две группы по 8 объективов, снабжённых индивидуальными фотозатворами, поочерёдно делали серии снимков на две катушки рулонной негативной фотобумаги, разработанной в 1884 году Джорджем Истменом и Уильямом Уокером. Затворы запускались электрической батареей через специальный коммутатор. В момент съёмки на один из рулонов соответствующей группой из 8 объективов, другой рулон перематывался на высоту 4 кадров. После этого поочерёдно запускались затворы другой группы из 8 объективов, а первый рулон в это время перематывался для дальнейшей съёмки. По завершении цикл повторялся, позволяя вести непрерывную съёмку с частотой 16 кадров в секунду. На каждом из рулонов получались два ряда изображений, сгруппированных в серии по 4 снимка в высоту. До наших дней дошла только одна съёмка, произведённая этим аппаратом, под названием «Человек, поворачивающий за угол». Предполагается, что этот хронофотографический снимок сделан до середины августа 1887 года.
Вскоре изобретатель ограничился одним объективом, снимавшим на единственную катушку, в его следующей конструкции под названием «LPCCP MkI». Второй объектив, расположенный над съёмочным, использовался во встроенном визире. Усовершенствованный аппарат «LPCCP MkII» такой же конструкции снимал на катушку фотобумаги шириной 54-мм (по другим данным, 60 или 64-мм), прерывисто перемещавшейся мимо кадрового окна. В момент перемещения бумаги свет от объектива перекрывался дисковым обтюратором. Полученным аппаратом 14 октября 1888 года снят киноролик «Сцена в саду Раундхэй», а позднее «Движение транспорта по мосту Лидс» и «Аккордеонист». В качестве актёров выступали члены семьи и друзья Лепренса.

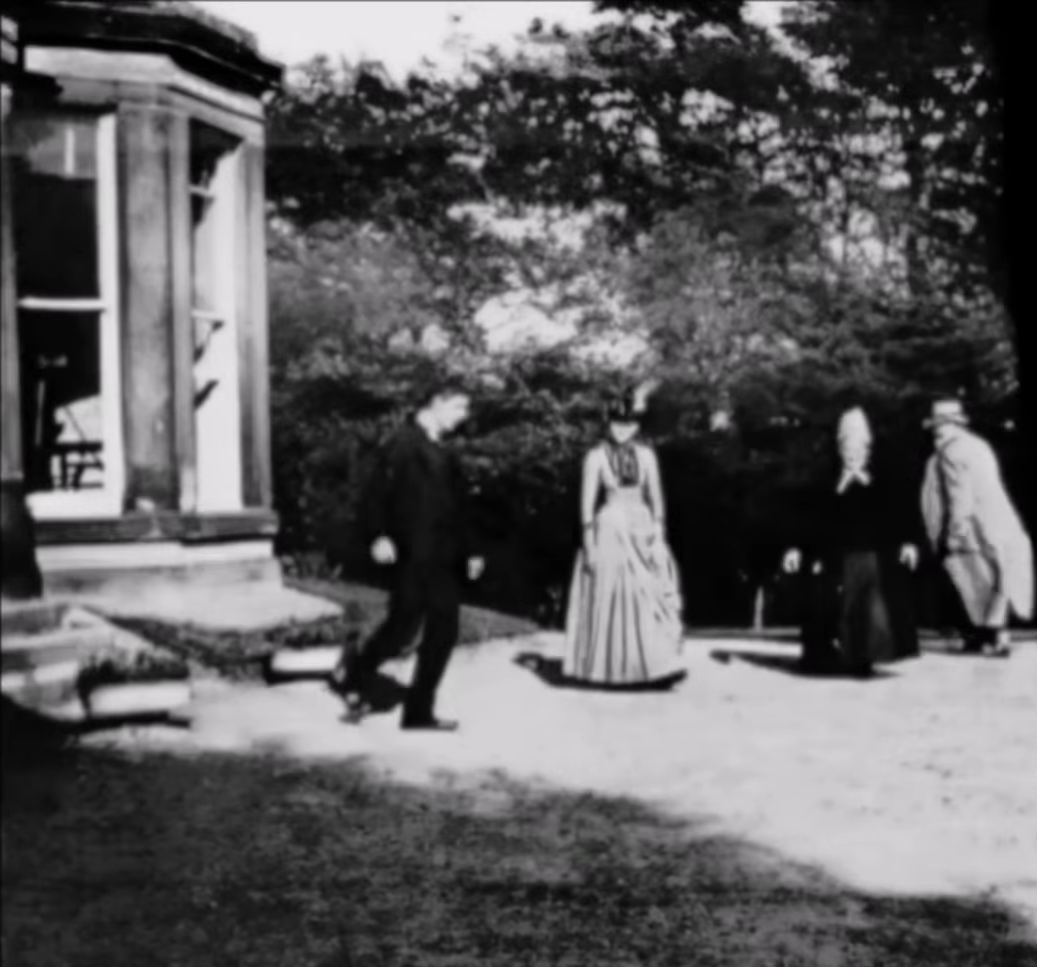
Кадр киноролика «Сцена в саду Раундхэй», 1888

Патент на камеру «LPCCP MkII» получен 16 ноября 1889 года. В сентябре 1890 года Лепренс, вернувшись во Францию для встречи с родными, готовился запатентовать в Великобритании свою новую камеру для её рекламы в США. Однако осуществить планы не удалось, так как Лепренс таинственно исчез из поезда Дижон — Париж 16 сентября 1890 года.
Ни его тело, ни багаж так и не были найдены, и в 1897 году было объявлено о смерти изобретателя. После этого аппараты были конфискованы, а патенты аннулированы. В результате Лепренс и его открытия так и не получили широкой известности, хотя опередили другие разработки в этой области.
Фильмы Лепренса сняты за полтора года до появления первого работоспособного «Кинетографа» Эдисона и почти за семь лет до создания «Синематографа» братьями Люмьер — официальной даты рождения кино.
Около 1900 года во время «войны патентов» между участниками зарождавшегося кинорынка, один из операторов кинокомпании «Мутоскоп и Байограф» разыскал конфискованные аппараты Лепренса и пришёл к выводу, что изобретатель мог делать съёмку удовлетворительного качества уже в 1888 году. Однако, отсутствие перфорации обусловило низкую точность транспортирования ленты и неравномерный шаг кадра. Отснятые киноролики требовали последующей разрезки и наклеивания отдельных отпечатанных позитивных кадров на барабан зупраксископа или другого аналогичного устройства. При жизни Лепренса его фильмы никогда не демонстрировались публике, существуя только в виде набора кадров на фотобумаге. В то же время, устройство и принцип действия аппарата «LPCCP Mk II» были очень близки к «Синематографу», превосходя первую модель «Кинетографа» за счёт прерывистого перемещения носителя. Эмульсия бумажных негативов Лепренса была перенесена на стеклянную подложку Музеем науки в Лондоне, куда дочь изобретателя Мэри передала в 1930 году сохранившиеся исходные материалы. Движущееся изображение двух роликов было впервые воссоздано цифровыми методами только в 1989 году Британским национальным медиамузеем в Брадфорде.

## Биография

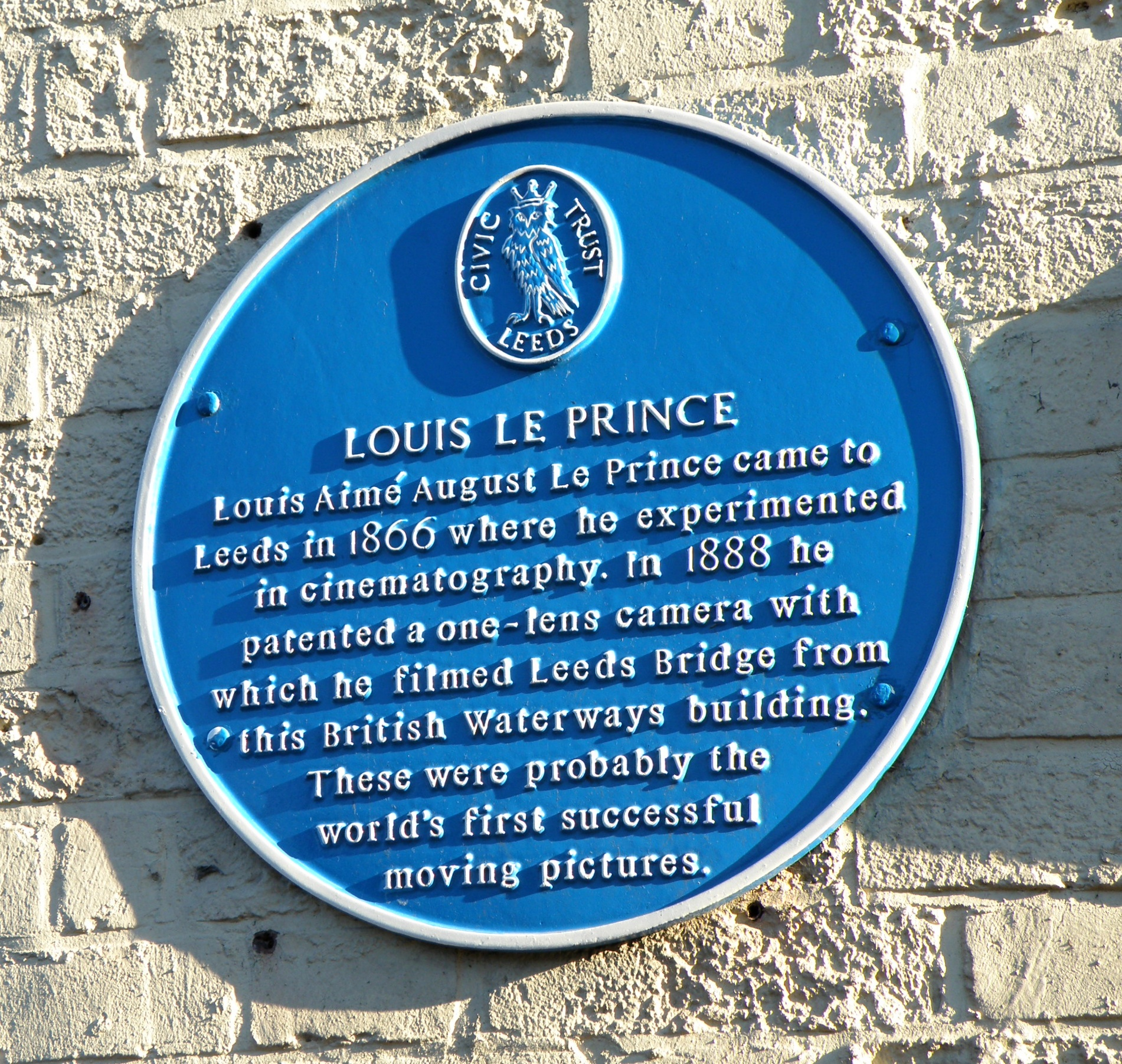
Памятная доска на мосту Лидс-Бридж в городе Лидс, где Лепренс отснял киноролик «Движение транспорта по мосту Лидс»

Луи Лепренс родился в городе Мец во Франции 28 августа 1841 года. Отец изобретателя был офицером артиллерии, и членом Ордена Почётного легиона. Его дружба с одним из создателей дагеротипии Луи Дагером, позволила юному Лепренсу освоить основы химии и фотографии.
Обучение продолжилось в Парижской школе живописи и Лейпцигском Университете. Полученные знания пригодились Лепренсу во время его дальнейшей исследовательской деятельности. В 1866 году по приглашению своего студенческого товарища Джона Уитли он переезжает в Англию, обосновавшись в городе Лидс в графстве Уэст-Йоркшир. Фирма, принадлежащая отцу Уитли, занимается изготовлением из латуни клапанов и других механических деталей. Три года спустя Лепренс женится на сестре Джона, художнице Элизабет Уитли. Семейная пара вскоре открывает Лидскую Техническую школу искусств, в которой совместно разрабатывает способ нанесения цветных пигментных фотографий на металл и керамику.
В 1881 году семья переезжает в США, где Лепренс работает в качестве агента компании Уитли. Там он становится менеджером группы французских художников, создающих диорамы знаменитых военных сражений для их демонстрации в Нью-Йорке, Вашингтоне и Чикаго. Одновременно он продолжает начатые ранее опыты по созданию движущихся фотографий и поиску наиболее удобного носителя информации для этого. Именно тогда создан первый аппарат с 16-ю объективами. После возвращения в Лидс в 1887 году Лепренс продолжает работы по совершенствованию хронофотографических аппаратов в небольшой собственной мастерской по адресу Вудхаус лейн, 160. Здесь и были созданы все последующие конструкции, а затем сняты его фильмы. В 1889 году изобретатель получил двойное французско-американское гражданство, предполагая продвигать свои разработки одновременно в Европе и Америке.
Но планы Лепренса так и не осуществились из-за его таинственного исчезновения в 1890 году. Незадолго до запланированной поездки в США Лепренс отправился навестить друзей и родственников. Покинув Бурж, он 13 сентября направился в Дижон к брату. 16 сентября изобретатель должен был вернуться в Париж, но встречающие друзья не нашли его на прибывшем поезде. Начатый вскоре французской полицией и Скотланд-Ярдом розыск не принёс результатов: Лепренса не видел больше никто из родственников и знакомых, а его тело, багаж и одежда так и не были обнаружены. Пассажиры поезда его также не вспомнили, как и никаких подозрительных происшествий во время поездки.
Загадка исчезновения Лепренса не разрешена до сих пор, и существуют четыре основных версии, объясняющие её:
1. Идеальное самоубийство:
Внук брата Лепренса рассказывал киноисторику Жоржу Потонье (фр. Georges Potonniée) о том, что его двоюродный дед неоднократно упоминал о том, что знает отличный способ самоубийства, после которого его тело не найдут. Однако сам Потонье высказывает сомнения в факте суицида, поскольку финансовые дела Лепренса были в порядке, а изобретение обещало огромные перспективы.
2. Результат войны патентов:
Кристофер Роуленс (англ. Christopher Rawlence) разрабатывал версию об убийстве в результате патентной войны, о чём в 1990 году написал книгу и снял документальную киноленту «Пропавший фильм». После случившегося жена Лепренса Элизабет обвинила американских конкурентов в нечестной игре, призванной сохранить олигополию в США. Вскоре семья изобретателя начала судебную тяжбу с Эдисоном по поводу приоритета в области технологий кино, известную как «Акт 6928»[10]. Несмотря на это, в 1909 году Эдисон был признан единоличным изобретателем кинематографа в США. Адольф, старший сын Лепренса, приглашённый в качестве свидетеля на судебные слушания о приоритете, в 1902 году был найден в Нью-Йорке застреленным[13][16].
3. Похищение в интересах семьи:
В 1966 году Жак Деланд (фр. Jacques Deslandes) предложил теорию, объясняющую исчезновение Лепренса его собственной интригой по финансовым или семейным обстоятельствам. Было даже сделано предположение о возможном мошенничестве мнимого изобретателя, опасавшегося разоблачения. После опровержения этой версии она появилась снова, когда журналист Лео Соваж (фр. Léo Sauvage) процитировал газетную заметку, найденную библиотекарем Дижона Пьером Грасом. В статье указано, что Лепренс умер в Чикаго в 1898 году, куда переехал по требованию семьи, поскольку был гомосексуалистом. Однако других упоминаний о нетрадиционной ориентации изобретателя не найдено.
4. Убийство братом из-за денег:
В 1967 году Джин Митри предположил, что Лепренс так и не сел на поезд, а был убит собственным братом незадолго до этого.

В 2003 году в полицейских архивах Парижа обнаружена датированная 1890 годом фотография утопленника, похожего на Лепренса.
24 октября 1888 года в возрасте 72-х лет умерла тёща Луи Лепренса — Сара Робинсон Уитли. Это произошло всего через десять дней после того, как Лепренс снял её в фильме «Сцена в саду Раундхэй». Уитли, которую, таким образом, можно считать одной из первых в мире киноактрис, была похоронена 27 октября того же года.

## Фильмография
Список дошедших до нас роликов, отснятых Лепренсом хронофотографической камерой «LPCCP Mk II» и позднее анимированных цифровым способом. В перечень не вошёл снимок «Человек, поворачивающий за угол», снятый первой моделью камеры с 16 объективами и не подвергавшийся анимации.
- 1887 — «Человек, поворачивающий за угол» / Man Walking Around A Corner
- 1888 — «Сцена в саду Раундхэй» / Roundhay Garden Scene
- 1888 — «Движение транспорта по мосту Лидс» / Traffic Crossing Leeds Bridge
- 1888 — «Аккордеонист» / Accordion player

## Наследие
Несмотря на то, что Лепренс так и не получил международного признания в качестве изобретателя кинематографа, в городе Лидс, где он жил и работал, память о нём сохраняется до сих пор. 12 декабря 1930 года лорд-мэр Лидса открыл бронзовую доску на бывшей мастерской, где были созданы последние аппараты. В 2003 году отделение кино и телевидения Лидского университета было названо в честь Лепренса. Во французском городе Лионе до сих пор действует Ассоциация друзей Лепренса (фр. L'Association des Amis de Le Prince).
В 2015 году вышла независимая документальная лента о Лепренсе «Первый фильм» (англ. The First Film). Её сценаристом, продюсером и режиссёром стал уроженец Лидса Дэвид Уилкинсон, исследовавший жизнь Лепренса более 30 лет.